# Aspericorvina
Aspericorvina is een monotypisch geslacht van straalvinnige vissen uit de familie van ombervissen (Sciaenidae).

## Soort
- Aspericorvina jubata (Bleeker, 1855)